# Єльники (Гур'євський міський округ)
Єльники (рос. Ельники) — селище Гур'євського міського округу, Калінінградської області Росії. Входить до складу Храбровського сільського поселення.
Населення — 29 осіб (2015 рік).

## Населення
| 2002 | 2010 |
| ---- | ---- |
| 19   | ↗29  |